# メコンクラブチャンピオンシップ
メコンクラブチャンピオンシップ（英: Mekong Club Championship）は、メコン地域の優勝チームが参加するサッカーの国際大会である。大会名はスポンサーであるトヨタ自動車（正確には現地法人の「トヨタ・モーター・アジア・パシフィック」）の名を冠し、トヨタメコンクラブチャンピオンシップ。2014年に開催された第1回大会にはカンボジア、ラオス、ミャンマー、ベトナムの4チームが参加した。第2回大会からタイのチームが加わり、5チームで争われる。第2回大会はカンボジアとラオス、ミャンマーのチームが総当たり戦を行い、1位チームはベトナムのチームと準決勝を行う。準決勝の勝者はタイのチームと決勝戦を行う。

## 結果
| 年度 | 優勝                     | 準優勝                         | 3位                      | チーム数 |
| ---- | ------------------------ | ------------------------------ | ------------------------ | -------- |
| 2014 | ベカメックス・ビンズオン | エーヤワディー・ユナイテッド   | プノンペン・クラウン     | 4        |
| 2015 | ブリーラム・ユナイテッド | ボーウング・ケット・アンコール | ベカメックス・ビンズオン | 5        |
| 2016 | ブリーラム・ユナイテッド | ランサーン・ユナイテッド       | -                        | 5        |

## 優勝回数

### クラブ
| クラブ名                 | 優勝回数 | 優勝年度   |
| ------------------------ | -------- | ---------- |
| ベカメックス・ビンズオン | 1        | 2014       |
| ブリーラム・ユナイテッド | 2        | 2015、2016 |

### 国
| 国名     | 優勝回数 | 優勝年度   |
| -------- | -------- | ---------- |
| ベトナム | 1        | 2014       |
| タイ     | 2        | 2015、2016 |